# Mibo
Mibo is een bestuurslaag in het regentschap Banda Aceh van de provincie Atjeh, Indonesië. Mibo telt 1946 inwoners (volkstelling 2010).